# Perasia amplissima
Perasia amplissima är en fjärilsart som beskrevs av Druce. Perasia amplissima ingår i släktet Perasia och familjen nattflyn. Inga underarter finns listade i Catalogue of Life.